# Nguyễn Văn Tùng (Hải Phòng)
 Nguyễn Văn Tùng (sinh năm 1964) là một chính khách của Việt Nam. Ông hiện là Phó Bí thư Thành ủy Hải Phòng, Chủ tịch Ủy ban nhân dân Thành phố Hải Phòng khóa XV, nhiệm kỳ 2016–2021.

## Lý lịch và học vấn
Nguyễn Văn Tùng sinh ngày 28 tháng 12 năm 1964, quê quán xã Kiến Thiết, huyện Tiên Lãng, thành phố Hải Phòng.
Trình độ: Thạc sĩ; kỹ sư nông học - ngành trồng trọt.

## Sự nghiệp
Ông từng giữ các chức vụ như Phó Giám đốc Sở Nông nghiệp & Phát triển Nông thôn, Đại biểu Hội đồng nhân dân Thành phố Hải Phòng khóa 15.
Sáng ngày 21/3/2012, theo quyết định số 514 QĐ-TU của Thành ủy Hải Phòng ngày 20/3/2012 đã chỉ định Nguyễn Văn Tùng giữ chức Chủ tịch Ủy ban nhân dân huyện Tiên Lãng, đồng thời tham gia Ban Chấp hành Đảng bộ huyện, Ban Thường vụ Huyện ủy và giữ chức vụ Phó Bí thư Huyện ủy Tiên Lãng (nhiệm kỳ 2010-2015).
Ngày 14 tháng 5 năm 2015, tại trụ sở Huyện ủy Tiên Lãng, Ban Thường vụ Thành ủy đã công bố quyết định bổ nhiệm Nguyễn Văn Tùng giữ chức vụ Bí thư Huyện ủy nhiệm kỳ 2010-2015.
Ngày 24 tháng 10 năm 2015, Đại hội đại biểu Đảng bộ TP Hải Phòng lần thứ XV, nhiệm kỳ 2015-2020, đã bầu Nguyễn Văn Tùng giữ chức Phó Bí thư Thành ủy Hải Phòng.
Chiều ngày 9/12/2015, tại kỳ họp thứ 13 Hội đồng nhân dân Thành phố Hải Phòng đã bầu Nguyễn Văn Tùng giữ chức Phó Chủ tịch Ủy ban nhân dân Thành phố Hải Phòng với tổng số 63/64 đại biểu bỏ phiếu tán thành chiếm tỉ lệ 98,63%.
Sáng ngày 29/6/2016, tại kỳ họp thứ nhất HĐND thành phố khóa 15, nhiệm kỳ 2016-2021 đã bầu Nguyễn Văn Tùng giữ chức Chủ tịch UBND thành phố Hải Phòng khóa 15, nhiệm kỳ 2016- 2021 với tỉ lệ 66/69, đạt tỉ lệ 95%.